# Григориј Орџоникидзе
Григориј Серго Орџоникидзе (груз. გრიგოლ (სერგო) ორჯონიკიძე; рус. Григо́рий Константи́нович Орджоники́дзе; западна Грузија, 24. октобар 1886 — Москва, 18. фебруар 1937) је био грузијски, а касније совјетски бољшевик и политичар.

## Биографија
Рођен у је Грузији. Студирао је на медицинском факултету. Постао је бољшевик и Стаљинов саборац. Живео је у Немачкој, да би се 1907. вратио у Русију и сместио у град Баку, али је исте године ухапшен, јер је био члан Социјал-демократске странке те је депортован у Сибир. Три године касније је побегао и отишао да живи у Паризу. Године 1912. Орџоникидзе и Стаљин су се вратили у Санкт Петербург. Тамо је опет ухапшен и осуђен на три године тешког рада. Када је 1917. избила Октобарска револуција, вратио се у Петербург и поновно састао са Стаљином.
Помогао му је у осмишљавању повода за инвазију Црвене армије на Грузију 1921. Док је трајао Руски грађански рат (1918—1922), борио се против Белог покрета. Од 1930. је био члан Политбироа ЦК СКП(б). Био је и потпредседник владе и руководилац индустријализације Совјетског Савеза. Међутим, с временом се Стаљин све више удаљавао од Орџоникидзеа те је нашао новог верног поданика, Лаврентија Берију.
Постоји уверење да је Орџоникидзе, због сукоба са Стаљином (јер је био против политике великих чистки и ликвидације), извршио самоубиство. Његова смрт и данас је неразјашњена. Дијагнозу о самоубиству је потписао др. Камински, који је и сам убрзо након тога ухапшен и смакнут.